# هنري أيلمر
هنري أيلمر هو سياسي كندي، ولد في 25 أبريل 1843 في ميلبورن في كندا، وتوفي في 28 يوليو 1918 في لنوكسفيل ‏ في كندا. نشط حزبياً في الحزب الليبرالي الكندي. وقد انتخب عضو مجلس العموم الكندي.